# Léon-Paul Ménard
Léon-Paul Ménard (Châteaugiron, 4 febbraio 1946 – Laillé, 11 ottobre 1993) è stato un ciclista su strada francese, professionista dal 1969 al 1971.

## Carriera
nel 1969 si classificò terzo al Bretagne Classic Ouest-France. Nel 1972, il 12 giugno, si classificò terzo alla corsa di Pommerit-le-Vicomte. Nello stesso anno partecipò al Tour de France nella squadra Gitane con la maglia numero 119 e si classificò 84º in classifica generale, a 2 ore 48 minuti e 41 secondi dal vincitore. Il 24 settembre si classificò secondo nella gara di Rieux, a 2 secondi dal vincitore, l'olandese Jan Janssen. Il 1º ottobre partecipò nuovamente alla Parigi-Tours e si piazzò 59º al traguardo.

## Palmarès

### Strada
- 1969

Tour de la Manche
1ª tappa Quattro Giorni di Vic-Frenzac

## Piazzamenti

### Grandi Giri
- Tour de France

1972: 84°